# Clinch County
Clinch County is een county in de Amerikaanse staat Georgia.
De county heeft een landoppervlakte van 2.096 km² en telt 6.878 inwoners (volkstelling 2000). De hoofdplaats is Homerville. Het Okefenokee National Wildlife Refuge ligt gedeeltelijk in de county.